# Орлов, Евгений Вячеславович
Евгений Вячеславович Орлов (укр. Євген В'ячеславович Орлов; род. 30 января 1989, Кривой Рог, Днепропетровская область) — российский, а затем украинский борец греко-римского стиля, призёр чемпионатов Европы, участник Олимпийских игр в Лондоне. 

## Спортивная карьера
Карьеру борца начинал в России. В январе 2008 года в Москве на Гран-при Ивана Поддубного занял 5-е место.
С 2012 года выступает за Украину. В марте 2012 года в Белграде завоевал бронзовую медаль чемпионата Европы. В апреле 2012 года в Софии на квалификационном турнире завоевал лицензию на Олимпиаду в Лондоне. В августе 2012 года на Олимпийских играх в первой схватке проиграл турку Рызе Каяалпу. В марте 2013 года в Тбилиси в финале чемпионата Европы уступил Рызе Каяалпу, став обладателем серебряной медали.

### Спортивные результаты
- Чемпионат Европы по борьбе 2012 — ;
- Олимпийские игры 2012 — 18;
- Чемпионат Европы по борьбе 2013 — ;